# 장 외스타슈
장 외스타슈(프랑스어: Jean Eustache, 프랑스어 발음 [øs.taʃ], 1938년 11월 30일 ~ 1981년 11월 5일)는 프랑스의 영화 감독이다. 그의 장편 엄마와 창녀는 누벨 바그 이후 가장 중요한 프랑스 영화로 평가된다.
짐 자머시는 2005년작 브로큰 플라워를 외스타슈에게 헌정했다.

## 생애
1938년 지롱드주 페삭의 노동자 집안에서 태어났다. 50년대 후반 카이에 뒤 시네마의 일원이 되기 전까지 철도업에 종사하며 독학했다고 알려져 있다.
누벨 바그 감독들과 밀접한 관계를 유지했다. 장 뤽 고다르 감독의 주말에 배우로 출연했고, 뤽 물레 감독의 빌리 더 키드의 모험을 편집했다.
1973년 엄마와 창녀로 칸 영화제에서 심사위원 특별상을 수상했다.
1981년 교통사고로 거동이 불편해졌다. 동년(同年) 11월 30일 파리의 자택에서 권총으로 자살했다.